# Хесус Еррера Хайме
Хесус Еррера Хайме (Сурдо, ісп. Jesús Herrera Jaime (Zurdo); нар. 4 квітня 1995) — кубинський волейболіст, діагональний нападник італійського клубу «Сір Сафети Суса» (Sir Safety Susa) з м. Перуджі та збірної Куби.
Грав у клубах «Артеміса Волей» (Artemisa Vóley, 2017—2018), «Obras San Juan Voley» (2018—2019), «Болівар Волей» (Bolívar Voley, 2019—2020), Chaumont Volley-Ball 52 (Шомон, Верхня Марна, 2020—2022). Із сезону 2022—2023 є гравцем клубу з італійського міста Перуджі, який нині має назву «Сір Сафети Суса» (Sir Safety Susa), та одноклубником капітана збірної України Олега Плотницького.

## Досягнення

### У збірній
- срібний призер Панамериканських ігор 2019[1]

### У клубах
- переможець клубних чемпіонатів світу 2022, 2023
- володар Суперкубка Італії 2022